# Кочегоще
Кочего́ще — деревня в Струго-Красненском районе Псковской области России. Входит в состав сельского поселения «Марьинская волость».

## География
Находится на северо-востоке региона, в центральной части района, в лесной местности  на дороге
Кириково — Нишева, вблизи озера Витун.
Уличная сеть не развита.

## История
Первое упоминание — 1498 год. В списках селений Щирского погоста Шелонской пятины упоминалась деревня Кочегоща.
Менее, чем через век, источник 1581-82 гг. сообщает о пустоши, что была деревня Чегоща.
В 1748 году вновь значится деревня Кириково; до прихода советской власти — имение.
В 1918-28 годах центр Кочегощского сельсовета, входящего до 23 гг. — в Яблонецкую волость, в 1923-27 гг. — в Струго-Красненской волость Лужского уезда.
В 1941—1944 гг. деревня находилась под фашистской оккупацией войсками Гитлеровской Германии.
Согласно Закону Псковской области от 28 февраля 2005 года деревня Кочегоще вошла в состав образованного муниципального образования «Марьинская волость».

## Население
| 2001 | 2002 | 2010 | 2011 |
| ---- | ---- | ---- | ---- |
| 2    | →2   | ↘0   | ↗1   |

## Инфраструктура
В 1931-39 годах действовал колхоз «Красное Гуляево», в 1939-41 и 1944-50 колхоз «Северный комбайн». В 1950-59 годах — бригада Кочегоще колхоза «Красное Костелёво».
Кочегощская школа I ступени (1927).

## Транспорт
Деревня доступна по дороге местного значения.